# اووه آدامسون
اووه آدامسون (به آلمانی: Owe Adamson؛ ۸ مارس ۱۹۳۵ – ۱ اوت ۲۰۲۳) یک دوچرخه‌سوار اهل سوئد بود.
آدامسون در ۱ اوت ۲۰۲۳، در سن ۸۸ سالگی در اوربرو، سوئد درگذشت. 